# Sundklakkstraumen
Sundklakkstraumen est le nom d'un détroit des îles Lofoten en Norvège.

## Géographie
Le Sundklakkstraumen sépare Vestvågøya à l'ouest de l'île Gimsøya à l'est.
Le détroit relie le Vestfjord par le Gimsøystraumen à la mer de Norvège au nord.

## Pont de Sundklakkstraumen
La route européenne E10 traverse le détroit par le pont de Sundklakkstraumen. Ce pont a été construit en 1976. Il a une longueur de 270 m, la plus grande portée a une longueur de 90 m.